# 資金繰表
資金繰表 (英: cash flow worksheet) とは、運転資金の収支を明らかにする表。いつ運転資金に余剰ができ、また、いつ運転資金が不足するのかを見極める上で役立つ 。

## 資金繰り
資金繰り (英: cash position keeping) とは、資金の収支に基づき、資金不足に陥らないように資金を調達すること。会計上、期間利益がプラスであるにもかかわらず、収益と費用がそれぞれ認識されるタイミングの違いにより資金不足となる場合がある。それを回避するために資金繰表が作成されるようになった 。

## 管理期間
資金繰表には資金繰りを 1 ヶ月単位で捉える月次資金繰表と、1 日単位で捉える日次資金繰表 (日繰り表) がある 。

### 月次資金繰表
企業の資金繰りを改善する上で、毎月の損益を把握する、経営改善を行って利益が上がるようにする、売掛金の回収を着実に行うといった、一連の資金繰り管理のために用いられる。

### 日次資金繰表 (日繰り表)
資金繰りが厳しく月中に資金不足となる日が出る可能性があるなど、月次の資金繰り管理のみでは不十分な場合に、1 日毎の資金繰りを捉えていくために用いられる 。

## 書式
資金繰表は財務諸表ではなく、標準書式 (フォーマット) がないため、それぞれの企業固有の書式で作成することができる。日本公庫では、資金繰表の書式例と作成手順を公開している。
資金繰表の書式においては、以下の点が勘案される場合が多い。
- 収支の区分を一般収支と財務収支に分ける
- 手形の受入高・振出高を記載し、手形割引高には、割引手形落込高を付記する
- 次の売上高、仕入高の推移を示す
- 主要勘定 (受手・売掛・在庫・支手・買掛・借入・割手) の月末推移を記載する